# Robert Menasse
Robert Menasse (Viena, 21 de junho de 1954) é um escritor austríaco de origem judaica. Política e filosoficamente ele identifica-se com o marxismo e com Hegel. Um tema recorrente é também a tradição judaica e a crítica ao prevalente antissemitismo europeu. Seu livro A expulsão do inferno, que relata, pleno de humor sarcástico, a história de Menasseh ben Israel e ao mesmo tempo, paralelamente, a história de uma figura que poderá muito bem ser autobiográfica, de um austríaco nascido mais ou menos no mesmo ano que ele próprio na Áustria - a vida de um estudante judeu esquerdista na Áustria do pós-guerra.